# Rouge à lèvres
Pour les articles homonymes, voir Rouge (homonymie).

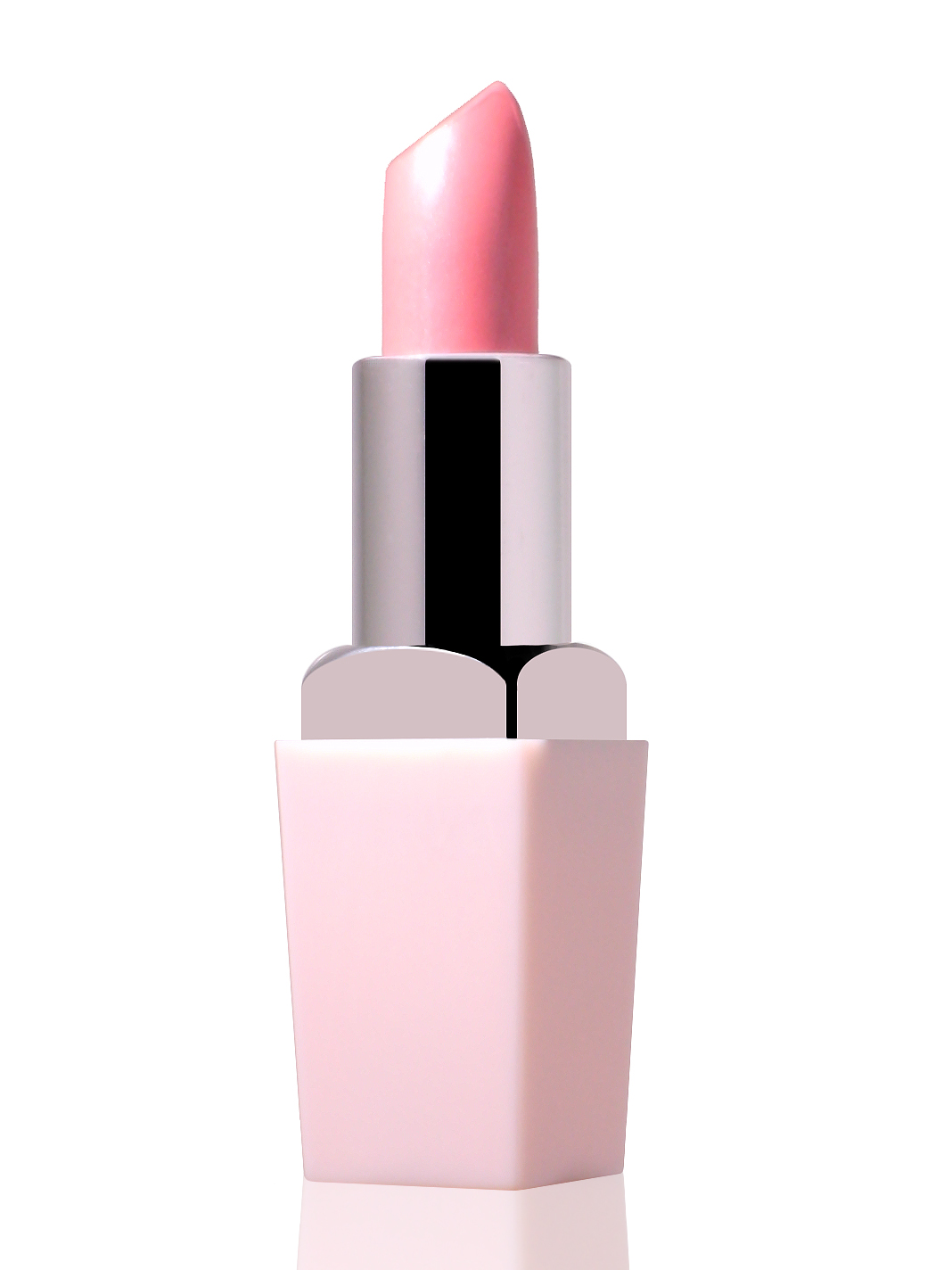
Un rouge à lèvres classique.

Le rouge à lèvres est un produit de cosmétique permettant de souligner les lèvres en les colorant ou non. Il en existe beaucoup de variantes, quant à la tenue, la couleur, la texture et le fini.
Un rouge à lèvres n'est pas forcément rouge, même si le plus souvent sa couleur est proche du rouge (rouges vifs, sombres, vermillons, roses, orangés, etc.). Des couleurs comme le bleu ou le vert ne se rencontrent qu'exceptionnellement.
Il peut être enrichi en pigments ou agents nacrants destinés à donner un effet brillant à la bouche : on parle d’effet glossy et par extension, on désigne sous le terme gloss, les rouges à lèvres liquides brillants. Ils peuvent aussi être désignés par l'expression brillant à lèvres.
Des rouges à lèvres labellisés Ecocert ou par d'autres organismes de certification écologique existent désormais, garantissant une composition respectueuse de l'environnement.
Le prix moyen d’un rouge à lèvres en France est de 28 euros.

## Histoire
Des études archéologiques ont révélé que la première utilisation de rouge à lèvres a eu lieu il y a environ 5 000 ans en Mésopotamie, le produit cosmétique étant réalisé à partir de pierres semi-précieuses broyées et mélangées à de la pâte ou à de la cire d'abeille. Par ailleurs, en 2001, un tube de rouge à lèvres vieux de 4000 ans a été retrouvé en Iran. Il appartient à la civilisation de Jiroft.
Les femmes de la civilisation de l'Indus utilisent quelques siècles plus tard des rouges à lèvres teintés avec une couleur rouge. En Égypte antique, le rouge à lèvres a plus une teinte rouge violacé et est fabriqué à partir d'algues de type fucus mélangées à 0,01% d'iode et à du brome dans une solution de mannitol. La reine Cléopâtre fabrique son rouge à lèvres couleur carmin à partir de pigments obtenus par le broyage de cochenilles mélangées à des œufs de fourmis. Pour cette reine, cette pâte est « un marqueur de pouvoir et un lien spirituel avec l’au-delà ».
Les femmes de la Grèce antique s'enduisent les lèvres avec de la mûre écrasée.
Le rouge à lèvres se diffuse surtout à partir du XVIe siècle. Il est alors aussi bien utilisé par les hommes que par les femmes.
À l'époque moderne, le rouge à lèvres, appelé « rouge de fucus », est en fait du cinabre toxique. Au XVIIIe siècle, la mode est au rouge à lèvres à base de moelle de veau, de pommade de concombre et de cire vierge.
En 1836, Guerlain édite pour le maquillage l'un des premiers rouges à lèvres, appelé Automatisme.
En 1870, Guerlain crée Ne m'oubliez pas, le premier bâton de rouge à lèvres à base de cire à bougie teintée de pulpe de raisin noir et présenté dans un étui à bouton pressoir.
Durant la Première Guerre mondiale, alors que les hommes combattent, certaines femmes se peignent la bouche en rouge, attribut alors réservé aux actrices, demi-mondaines, ou prostituées. Après la guerre, Coco Chanel instaure sa petite bouche rouge[pas clair].
La naissance du rouge à lèvres moderne est attribuée au chimiste Paul Baudecroux, qui invente dans les années 1920 le rouge à lèvres indélébile Rouge Baiser,, ou aux frères Revson qui conçoivent en 1932 des maquillages à lèvres assortis à leur large gamme de vernis colorés.
En 1915, Maurice Lévy, un inventeur américain, dépose le brevet du tube à système coulissant. En 1923, un autre Américain, James Bruce Mason Jr, fait breveter le rouge à lèvres pivotant,.

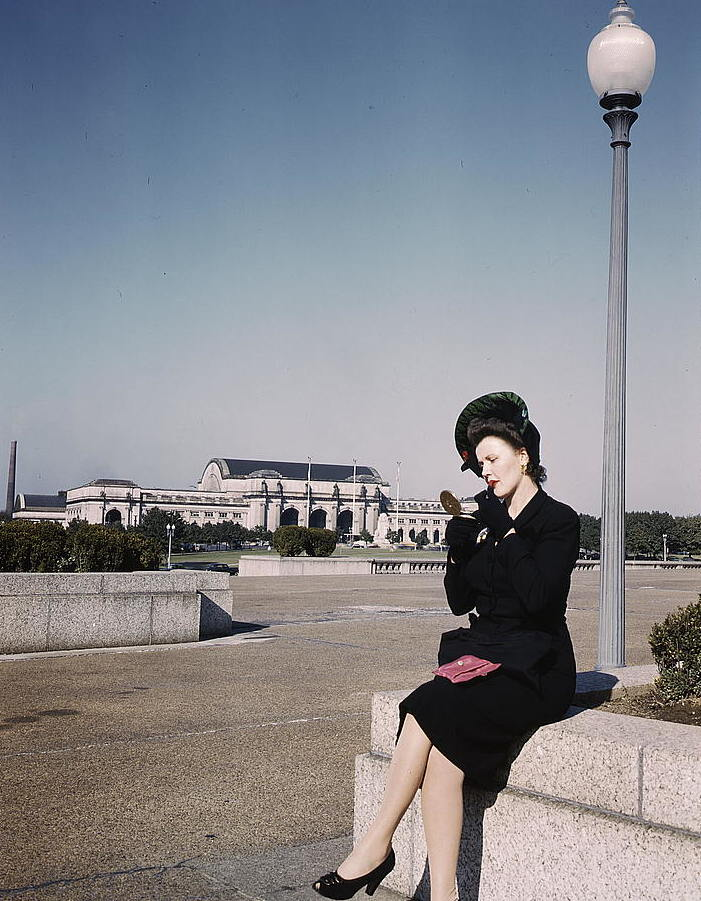
Une femme se met du rouge à lèvres à Washington (1943).

Elizabeth Arden, Helena Rubinstein, Estée Lauder, les empires des cosmétiques s'implantent partout dans le monde. Après la Seconde Guerre mondiale, les pin-up et starlettes sont omniprésentes : 99 % des Américaines utilisent du rouge à lèvres. Parfums Christian Dior lance Rouge Baiser, d'abord en deux couleurs, puis en de multiples diversifications : ce sera un succès immense. Dans les années 1960, la capitale de la mode est à Londres : Mary Quant ou Twiggy popularisent les rouges à lèvres pop.
Au milieu des années 1980, Rosanna Arquette se peinturlure la bouche devant le miroir dans Recherche Susan désespérément : c'est le symbole d'une époque où les bouches sont « énormes, texturées, brillantes et poisseuses de gloss. » Les années 1990 voient le développement de ce gloss ou de rouges à lèvres parfumés, enrichis en vitamines, en agents nourrissants. La tendance de mode du porno chic, sur l'impulsion de Tom Ford et Carine Roitfeld, ne tarde pas à apparaître au début de la décennie suivante, le rouge à lèvres est permanent, et il s’assombrit.
En 2020, la pandémie de coronavirus frappe durement les ventes de ce produit du fait du port très fréquent du masque,. Le Covid-19 a eu un impact important sur la consommation du rouge à lèvres, en partie lié aux mesures mises en place comme le confinement, la distanciation sociale, le port du masque, la limitation des rassemblements et la fermeture des commerces dits non essentiels. Les parfumeries ou les enseignes de maquillage se sont ainsi retrouvées fermées et les rouges à lèvres n'étaient plus disponibles à la vente directe. Par ailleurs, le critère du choix d’un rouge à lèvre s’est également modifié, le critère esthétique ayant laissé place au critère de la qualité : les acheteurs souhaitent des rouges à lèvre plus hydratant, par exemple. Face à cette nouvelle demande, les offreurs ont dû s'adapter et trouver de nouvelles alternatives : les ventes de baumes à lèvres ou de rouges à lèvres sans transfert ont augmenté. 21 % des femmes se maquillent quotidiennement selon un sondage de l’Ifop publié en juillet 2020 peu de temps après le premier confinement provoqué en France par le Covid-19 (premier confinement : du 17 mars au 11 mai 2020), contre 42 %  avant le confinement.

## Composition
Pour la formulation d’un rouge à lèvres plusieurs produits sont nécessaires parmi lesquels figurent :
- des corps gras liquides (huile), pâteux (lanoline) et solide (cire) ;
- des charges
- des pigments ;
- un agent rhéologique.

## Finis
Il existe plusieurs types de finis pour les rouges à lèvres, dont : 
- les finis mats ;
- les finis satinés ;
- les finis lustrés ;
- les finis crémeux ;
- Etc.

## Rouge à lèvres, santé et environnement
Les rouges à lèvres et certains autres produits de maquillage sont fabriqués avec des corps gras qui peuvent dissoudre et contenir certains polluants. En particulier, la lanoline extraite de la laine de mouton a pu contenir des quantités importantes de pesticides, quand la laine provenait de pays où les moutons étaient entièrement et régulièrement trempés dans des bains d'insecticides (dont le lindane, aujourd'hui interdit dans de nombreux pays) pour les protéger des tiques et d'autres parasites. Les fabricants sont théoriquement sensibilisés à ces questions et leurs produits font normalement l'objet de divers contrôles, du point de vue de leur allergénicité notamment. Dans des conditions particulières, ces matières premières peuvent aussi avoir solubilisé des toxiques solubles dans le gras tels que les dioxines, furanes, PCB, etc.
Néanmoins, divers colorants et additifs peuvent contenir des métaux lourds toxiques. Ainsi, une étude réalisée dans le cadre d'une campagne Campaign for safe cosmetics par une association américaine de défense des consommateurs a montré qu'en 2007 on trouve encore du plomb dans 61 % des 33 marques de rouges à lèvres testées vendues aux États-Unis ; les taux de plomb variaient de 0,03 à 0,65 ppm, doses qui restent relativement faibles, mais apposées sur des muqueuses, et susceptibles d'être en contact avec des aliments. Dans un tiers des cas, ces rouges à lèvres contenaient plus de plomb qu'il n'en serait autorisé dans les bonbons (0,1 ppm), mais il n'y a pas aux États-Unis de norme pour les métaux lourds dans ce type de maquillage. Cette étude a montré que les rouges à lèvres les plus chers étaient souvent ceux qui en contenaient le plus.
La graisse de requin est utilisée pour donner l'effet brillant aux rouges à lèvres.
Certains rouges à lèvres contiennent des oxydes de fer (nanoparticules), alors qu'il n'a pas été vérifié que ces particules ne puissent pas franchir la barrière cutanée. Ils peuvent aussi contenir des PFAS, qui risquent d'être avalés,.
Depuis mars 2009, les substances constitutives des animaux utilisés comme ingrédients cosmétiques sont interdits d’utilisation (exemple : la graisse de baleine). La commercialisation de produits cosmétiques testés au préalable sur des animaux à l’étranger est interdite depuis 2009.
Parmi les deux principaux régulateurs présents sur le marché des rouges à lèvres figure l’ANSM, l’Agence nationale de sécurité du médicament et des produits de santé. Elle utilise notamment la cosmétovigilance, qui vise à demander aux industriels, aux distributeurs, aux consommateurs ainsi qu’aux professionnels d’énumérer tous les effets indésirables (risques d’allergies, apparition cutanée, etc.) dans le but de protéger le maximum de personnes. Si l'un des acteurs ne respecte pas ce principe (surtout chez les professionnels), des sanctions peuvent être prises. Mais l’ANSM n’est pas le seul régulateur de ce marché. Il y a aussi la direction générale de la Concurrence, de la Consommation et de la Répression des fraudes (DGCCRF). Elle vérifie que des ententes illégales ne naissent pas afin d’éviter la tromperie du consommateur ou la concurrence déloyale. Tout comme l’ANSM, elle possède divers moyens pour contrôler le marché.
Ces deux organismes ont plusieurs moyens pour condamner les comportements déviants des marques mais celui principalement utilisée est l’amende. De plus, en France, les cosmétiques font partie des produits de santé mais ne sont pas contrôlés par le Code de la santé publique.